# Tila Tequila
Thien Thanh Thi Nguyen (művésznevén Tila Tequila  vagy Miss Tila) (Szingapúr, 1981. október 24. –) amerikai modell, énekes, blogger és televíziós személyiség.
Szerepelt már többek között a Stuff, a Maxim és a Penthouse és az Inked című tetoválós magazin címlapján. 
A Tila Tequila – Szerelem egy húzásra című valóságshow-ból ismerhette meg leginkább a magyar közönség.
Tila köztudottan biszexuális, sztriptíztáncosnőként is láthattuk már, de szerepelt egy leszbikus pornófilmben is.

## Előélet
Szingapúrban született. Édesanyja félig francia, édesapja pedig vietnámi származású.  Bátyja, Daniel és van egy nővére, Terri.
Egy éves volt, amikor a család a Texasi Houstonba költözött.  Az iskolából rossz magaviselete miatt tanárai és szülei elküldték egy bentlakásos iskolába hat hónapra.
A középiskolában Tila sokszor ellopta nővére személyazonossági kártyáját, hogy azzal jusson be a night klubokba, ahol sajnos elég sokszor fordult a drogokhoz. Az itt szerzett „barátok” adták neki a Tequila „gúny”-nevet, mivel nem szereti ezt az italt. Azzal magyarázta korábbi drogproblémáit, hogy zavaros volt az élete, és fiatalon nagyon elveszettnek érezte magát. Későbbi önéletrajzában bevallotta, hogy a rossz környezet hatására már 15 évesen elvesztette  a szüzességét, és 16 éves korában elszenvedett egy vetélést.  Ezek után elkezdett verseket írni, ahol kiadhatta magából erős érzelmeit, és az élete határozottan jó irányba változott. 2000-ben végzett a Alief Hastings középiskolában, de főiskolai tanulmányait soha nem fejezte be, mivel azt vallja, hogy a show bizniszben, ha jó vagy abban, amit csinálsz, ahhoz nem kell főiskolai papír.

## Karrier

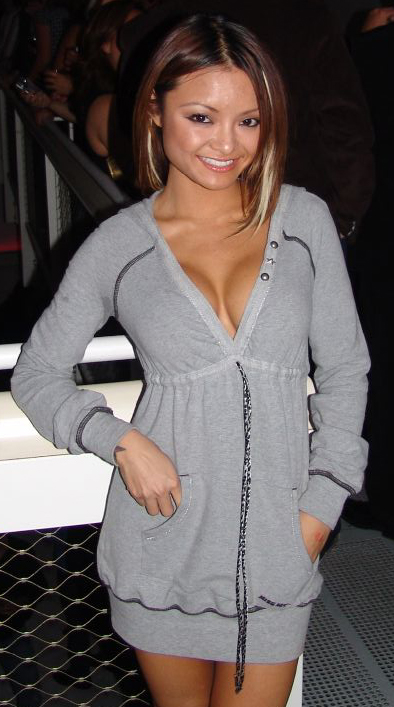

### Modellkedés és színészet
2001-ben Kaliforniába költözött, hogy megmutassa magát modellként. A nagy álom akkor vált valóra, mikor a Playboy felkérte egy próbafotózásra, ami olyan jóra sikeredett, hogy elnyerte 2002. április havi Cyber Girl címet. A cím elnyerése után beindult a karrierje és egyre több felkérést kapott. Szerepelt a  Import Tuner autós magazin címlapján és a Street Racing Syndicate videó játékban is megalkották virtuális karakterét. Majd a Pants -Off Dance-Off című műsorban láthattuk, ahol a versenyzők zenés videókra vetkőznek. 2006.augusztusában és 2007 decemberében az UK Maxim címlapján szerepelt, ahol a 2006-os összesítésben a 88. lett a Hot 100-as listájukon.( 2008-ban már csak a 100. helyet kapta) 2007-ben szerepelt a Férj és férj (I Now Pronounce You Chuck and Larry) című filmben, majd szinkronszerepet vállalt a Robot Chicken-ben és a The Cleveland Show animációs sorozatokban.

### Tila Tequila – Szerelem egy húzásra
Az MTV-n 2007. október 9-én indult útjának Tila valóságshow-ja a Tila Tequila- Szerelem egy húzásra ( A Shot at Love with Tila Tequila), melyben 16 hetero férfi és 16 leszbikus nő versengett Tila szívéért.
Az első széria győztese Bobby Banhart lett, akivel Tila 2 hónap múlva szakított így lehetőséget adva a 2. évadnak. 2008-ban forgatták a következő szériát, melyben Kristy Morgan nyerte el Tila szívét de Kristy visszautasította.
A show heves tiltakozásokat és ellenszenvet váltott ki mind a katolikus közösség, mind a homoszexuális közösség körében. Mondván a szentegyház nem nézi jó szemmel az azonos neműek szerelmét, a homoszexuális közösség pedig hangot adott nemtetszésének az egyenjogúság hiányáról, mivel a show-ban heteroszexuális férfiak is szerepeltek. A valóságshow nagy népszerűségnek örvendett mind Amerikában, mind számos más országokban. A "forróbb" jelenetek miatt néhány országban cenzúrázva vagy késői időpontban tűzték műsorra a televíziós csatornák.

### Tila Online
2001-ben indította TilasHotSpot.com weboldalát, amit mára MissTilaOMG.com-ra kereszteltek át. 2005-ben a TilaFashion.com-ot hozta létre, ahol egyedi ruhákat és kiegészítőket mutatnak be nőknek, majd 2009-ben a TilasHotSpotDating.com-ot, ami a 18 éven felülieknek szóló weboldal.

### Zenei pálya
Tila rockzene iránti érdeklődése már nagyon fiatalon megmutatkozott és ez hatással volt az egész zenei pályájára. 20 évesen saját csapata volt a Beyond Betty Jean, ahol ő maga volt az énekes és a dalszövegíró. Rövid együtt zenélés után végül feloszlott a banda de Tila nem tétlenkedett és egy időre a Jealousy csapat énekese lett, ami később szintén feloszlott.
2006-ban csatlakozott a Will.I.Am zenei csoportba az  A&M Records-hoz de következő kislemezét az I Love You-t 2007. február 27-én mégis "függetlenként" az iTuneson keresztül dobta piacra. Még ugyan ebben az évben került a polcokra a Stripper Friends című dal, a Sex című extend kislemez és 2008 áprilisában a Paralyze. Majd készítettek egy mix verziót az I Love You című számra, ami 2009 áprilisában került a boltokba.
2010-ben jelentkezett a  Welcome To The Darkside extend kislemezzel, amin a Depeche Mode Blue Dress és Yoko Ono Walking on Thin Ice című dalainak feldolgozása hallható. Majd az  I Love My DJ című szám volt a következő, ami "I Fucked the DJ" címmel is megjelent. 2011-ben a You Can Dance című korong került a boltokba. Ezeket már Miss Tila néven promotálta. 
Tila nevéhez fűződik a Tila Tequila Records és a Little Miss Trendsetter Management LLC.

## Diszkográfia

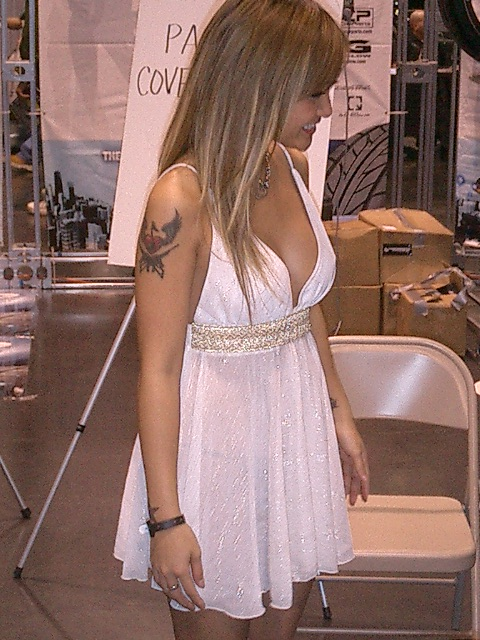

| Kislemez                                |
| --------------------------------------- |
| Sex (2007)                              |
| Welcome to the Dark Side (2010)         |
| Dalok                                   |
| "I Love U" (2007)                       |
| "Stripper Friends" (2007)               |
| "Paralyze" (2008)                       |
| "I Fucked the DJ"/"I Love My DJ" (2010) |
| "You Can Dance" (2011)                  |

## Magánélet
A merész és szókimondó Tila Tequila imádja magára vonni a figyelmet. Esetenként a polgárpukkasztó viselkedésével borzolja fel  a kedélyeket. Plasztikázott melleit előszeretettel mutogatja, legyen az akár a nyílt utcán vagy éppen interjú közben a stúdióban.
Felkerült az internetre egy leszbikus pornóvideó Tila-ról, melyről azt nyilatkozta, hogy házilag készült, saját használatra és nem tudja, hogy került ki a nyilvánosság elé.
Tila imádja a tetoválásokat, jó pár darab tarkítja a testét. 
Szerelemben nem mondható éppen szerencsésnek. Jegyese a Johnson & Johnson örökösnője, Casey Johnson 2010-ben meghalt. Rossz nyelvek szerint ez az eljegyzés csak a médiának szólt MissTila részéről.
2012 márciusában drogtúladagolás és agyi aneurizma gyanújával kórházba szállították Miss Tila-t. Az orvosi segítségnek köszönhetően Tila felépült. Megfogadta, hogy elmegy egy drogrehabilitációs klinikára, hogy végképp megszabaduljon drogproblémájától.